# Serie A 2023-2024 (rugby a 15 femminile)
La serie A 2023-24 fu il 2º campionato italiano di rugby a 15 femminile di seconda divisione.
Organizzato dalla Federazione Italiana Rugby, prevedeva una promozione in Serie A Élite con contestuale retrocessione da tale categoria.
Si tenne dal 29 ottobre 2023 al 2 giugno 2024 tra 19 squadre ripartite su tre gironi geografici; alle semifinali accedettero le tre vincitrici di girone e la miglior seconda.
Vincitrice, e promossa in Serie A Élite per la successiva stagione, fu la sezione femminile del Volvera, vittoriosa nella finale di Parma contro Le Puma Bisenzio per 20-17.
Il valore delle marcature, come stabilito da World Rugby nel 2017, è: 5 punti per ciascuna meta (7 se trasformata), 7 punti per la meta tecnica, 3 punti per la realizzazione di ciascun calcio piazzato, idem per il drop.

## Formula
Le 19 squadre furono ripartite in 3 gironi territoriali, uno da 7 squadre ciascuno e gli altri due da 6.
In ogni girone le squadre si affrontarono all'italiana con gare di andata e ritorno.
Passarono alle semifinali le seguenti quattro squadre:
- la prima classificata di ogni girone (seeding 1-3 in ordine di punteggio)
- la miglior seconda classificata (seeding 4)

La prima semifinale fu tra la squadra di seeding 4 e quella di seeding 1, e la seconda tra le altre due; tuttavia fu previsto che in semifinale non potessero incontrarsi le squadre provenienti dallo stesso girone.
Le semifinali si tennero in gara doppia con incontro d'andata in casa di quella con il seeding inferiore.
La finale si tenne in gara unica il 2 giugno 2024 e la vincitrice fu promossa in Serie A Elite 2024-25.

## Squadre partecipanti
| Girone 1                      | Girone 2             | Girone 3                      |
| ----------------------------- | -------------------- | ----------------------------- |
| Amatori&Union (Milano)        | Calvisano B          | Bisceglie                     |
| CUS Genova                    | Forum Iulii (Udine)  | Le Brigantesse (Catania)      |
| CUS Milano B                  | Le Puma Bisenzio     | Le Lupe Frascati              |
| Lions Tortona                 | Riviera (Mira)       | Neapolis (Napoli)             |
| Parabiago                     | Romagna (Ravenna)    | Spartan Queens (Montegranaro) |
| San Mauro (S. Mauro Torinese) | Valsugana B (Padova) | Teramo                        |
| Volvera                       |                      |                               |

## Stagione regolare

### Girone 1
| 29-10-2023 | 1ª/8ª giornata             | 4-2-2024 |
| ---------- | -------------------------- | -------- |
| 0-41       | Lions Tortona – Volvera    | 17-59    |
| 86-0       | Parabiago – CUS Genova     | 10-10    |
| 21-7       | San Mauro – A&U Milano     | 17-15    |
| Rip.       | CUS Milano II              |          |
|            |                            |          |
| 10-12-2023 | 4ª/11ª giornata            | 3-3-2024 |
| 32-12      | A&U Milano – Lions Tortona | 15-16    |
| 28-0       | San Mauro – CUS Milano II  | 5-53     |
| 76-0       | Volvera – CUS Genova       | 36-0     |
| Rip.       | Parabiago                  |          |
|            |                            |          |
| 21-1-2024  | 7ª/14ª giornata            | 5-5-2024 |
| 22-0       | CUS Genova – Lions Tortona | 33-14    |
| 24-27      | Parabiago – CUS Milano II  | 26-17    |
| 57-0       | Volvera – A&U Milano       | 44-5     |
| Rip.       | San Mauro                  |          |

| 5-11-2023  | 2ª/9ª giornata                | 11-2-2024 |
| ---------- | ----------------------------- | --------- |
| 5-61       | A&U Milano – Parabiago        | 7-32      |
| 50-7       | San Mauro – CUS Genova        | 14-15     |
| 37-26      | Volvera – CUS Milano II       | 12-29     |
| Rip.       | Lions Tortona                 |           |
|            |                               |           |
| 17-12-2023 | 5ª/12ª giornata               | 14-4-2024 |
| 5-0        | CUS Genova – A&U Milano       | 17-15     |
| 6-40       | Lions Tortona – CUS Milano II | 28-0      |
| 35-5       | Parabiago – San Mauro         | 47-5      |
| Rip.       | Volvera                       |           |

| 3-12-2023 | 3ª/10ª giornata            | 25-2-2024 |
| --------- | -------------------------- | --------- |
| 94-0      | CUS Milano II – A&U Milano | 41-5      |
| 10-30     | Lions Tortona – San Mauro  | 17-29     |
| 13-29     | Parabiago – Volvera        | 12-38     |
| Rip.      | CUS Genova                 |           |
|           |                            |           |
| 14-1-2024 | 6ª/13ª giornata            | 28-4-2024 |
| 78-5      | CUS Milano – CUS Genova    | 22-12     |
| 0-46      | Lions Tortona – Parabiago  | 7-45      |
| 7-38      | San Mauro – Volvera        | 0-34      |
| Rip.      | Amatori & Union Milano     |           |

#### Classifica girone 1
| Pos | Squadra       | G  | V  | N | P  | PF  | PS  | DP   | BMP | Pt |
| --- | ------------- | -- | -- | - | -- | --- | --- | ---- | --- | -- |
| 1   | Volvera       | 12 | 11 | 0 | 1  | 501 | 109 | +392 | 11  | 55 |
| 2   | Parabiago     | 12 | 8  | 1 | 3  | 437 | 150 | +287 | 10  | 44 |
| 3   | CUS Milano B  | 12 | 8  | 0 | 4  | 427 | 188 | +239 | 5   | 37 |
| 4   | San Mauro     | 12 | 6  | 0 | 6  | 211 | 278 | −67  | 5   | 29 |
| 5   | CUS Genova    | 12 | 5  | 1 | 6  | 126 | 401 | −275 | 2   | 24 |
| 6   | Lions Tortona | 12 | 2  | 0 | 10 | 127 | 392 | −265 | 1   | 9  |
| 7   | Amatori&Union | 12 | 1  | 0 | 11 | 106 | 417 | −311 | 5   | 9  |

### Girone 2
| 26-11-2023 | 1ª/6ª giornata            | 25-2-2024 |
| ---------- | ------------------------- | --------- |
| 0-66       | Calvisano – Puma Bisenzio | 7-71      |
| 10-13      | Forum Iulii – Romagna     | 22-7      |
| 0-28       | Valsugana – Riviera       | 19-7      |
|            |                           |           |
| 21-1-2024  | 4ª/9ª giornata            | 28-4-2024 |
| 5-34       | Calvisano – Riviera       | 0-28      |
| 10-15      | Forum Iulii – Valsugana   | 10-35     |
| 5-24       | Romagna – Puma Bisenzio   | 17-31     |

| 10-12-2023 | 2ª/7ª giornata              | 3-3-2024 |
| ---------- | --------------------------- | -------- |
| 28-0       | Puma Bisenzio – Valsugana   | 0-50     |
| 19-15      | Riviera – Forum Iulii       | 12-5     |
| 71-5       | Romagna – Calvisano         | 79-0     |
|            |                             |          |
| 11-2-2024  | 5ª/10ª giornata             | 5-5-2024 |
| 15-10      | Puma Bisenzio – Forum Iulii | 12-14    |
| 14-7       | Riviera – Romagna           | 36-10    |
| 63-0       | Valsugana – Calvisano       | 56-12    |

| 17-12-2023 | 3ª/8ª giornata          | 14-4-2024 |
| ---------- | ----------------------- | --------- |
| 44-0       | Forum Iulii – Calvisano | 28-0      |
| 20-7       | Puma Bisenzio – Riviera | 39-17     |
| 65-12      | Valsugana – Romagna     | 41-0      |

#### Classifica girone 2
| Pos | Squadra          | G  | V | N | P  | PF  | PS  | DP   | BMP | Pt |
| --- | ---------------- | -- | - | - | -- | --- | --- | ---- | --- | -- |
| 1   | Le Puma Bisenzio | 10 | 8 | 0 | 2  | 306 | 127 | +179 | 8   | 40 |
| 2   | Valsugana B      | 10 | 8 | 0 | 2  | 344 | 107 | +237 | 2   | 34 |
| 3   | Riviera          | 10 | 7 | 0 | 3  | 202 | 120 | +82  | 4   | 32 |
| 4   | Forum Iulii      | 10 | 4 | 0 | 6  | 168 | 128 | +40  | 8   | 24 |
| 5   | Romagna          | 10 | 3 | 0 | 7  | 221 | 248 | −27  | 3   | 15 |
| 6   | Calvisano B      | 10 | 0 | 0 | 10 | 29  | 540 | −511 | 0   | 0  |

### Girone 3
| 26-11-2023 | 1ª/6ª giornata                | 25-2-2024 |
| ---------- | ----------------------------- | --------- |
| 27-10      | Bisceglie – Teramo            | 22-9      |
| 30-12      | Neapolis – Lupe Frascati      | 22-12     |
| 45-7       | Spartan Queens – Brigantessse | 61-7      |
|            |                               |           |
| 21-1-2024  | 4ª/9ª giornata                | 28-4-2024 |
| 12-71      | Bisceglie – Spartan Queens    | 0-87      |
| 55-0       | Neapolis – Brigantesse        | 48-7      |
| 0-50       | Teramo – Lupe Frascati        | 5-86      |

| 10-12-2023 | 2ª/7ª giornata                 | 3-3-2024 |
| ---------- | ------------------------------ | -------- |
| 15-17      | Brigantesse – Bisceglie        | 19-7     |
| 10-7       | Lupe Frascati – Spartan Queens | 21-10    |
| 0-54       | Teramo – Neapolis              | 0-62     |
|            |                                |          |
| 11-2-2024  | 5ª/10ª giornata                | 5-5-2024 |
| 7-0        | Brigantesse – Teramo           | 15-5     |
| 29-0       | Lupe Frascati – Bisceglie      | 46-0     |
| 5-23       | Spartan Queens – Neapolis      | 10-17    |

| 17-12-2023 | 3ª/8ª giornata              | 14-4-2024 |
| ---------- | --------------------------- | --------- |
| 5-90       | Bisceglie – Neapolis        | 0-68      |
| 43-5       | Lupe Frascati – Brigantesse | 74-0      |
| 77-0       | Spartan Queens – Teramo     | 63-5      |

#### Classifica girone 3
| Pos | Squadra        | G  | V  | N | P  | PF  | PS  | DP   | BMP | Pt |
| --- | -------------- | -- | -- | - | -- | --- | --- | ---- | --- | -- |
| 1   | Neapolis       | 10 | 10 | 0 | 0  | 469 | 51  | +418 | 8   | 48 |
| 2   | Lupe Frascati  | 10 | 8  | 0 | 2  | 383 | 79  | +304 | 6   | 38 |
| 3   | Spartan Queens | 10 | 6  | 0 | 4  | 436 | 102 | +334 | 8   | 32 |
| 4   | Le Brigantesse | 10 | 3  | 0 | 7  | 82  | 355 | −273 | 1   | 13 |
| 5   | Bisceglie      | 10 | 3  | 0 | 7  | 90  | 454 | −364 | 1   | 13 |
| 6   | Teramo         | 10 | 0  | 0 | 10 | 44  | 463 | −419 | 2   | 2  |

## Play-off
|  | Semifinali | Semifinali       | Semifinali | Semifinali |  |  | Finale           | Finale           | Finale |  |
|  |            |                  |            |            |  |  |                  |                  |        |  |
|  | 4          | Le Lupe Frascati | 7          | 0          |  |  |                  |                  |        |  |
|  | 1          | Volvera          | 46         | 48         |  |  | Volvera          | Volvera          | 20     |  |
|  | 3          | Le Puma Bisenzio | 20         | 15         |  |  | Le Puma Bisenzio | Le Puma Bisenzio | 17     |  |
|  | 2          | Neapolis         | 18         | 17         |  |  |                  |                  |        |  |

### Semifinali
| Frascati 12 maggio 2024, ore 14 UTC+2 Semifinale 1 andata | Le Lupe Frascati     | 7 – 46 | Volvera | Sapienza Sport c. 1\| Arbitro: \| Simone Sironi (Roma) \| |
| Arbitro:                                                  | Simone Sironi (Roma) |        |         |                                                           |

| Arbitro: | F.M. Mirabella (Firenze) |

|                                      |      |                            |
| Franchi Spinelli Vignozzi Donigaglia | mt   | Herrijgers Tizzano Marrone |
|                                      | c.p. | Maggio                     |

| Volvera 19 maggio 2024, ore 13:30 UTC+2 Semifinale 1 ritorno | Volvera                  | 48 – 0 | Le Lupe Frascati | Stadio di Volvera\| Arbitro: \| Ludovico Grosso (Torino) \| |
| Arbitro:                                                     | Ludovico Grosso (Torino) |        |                  |                                                             |

| Arbitro: | Valerio Grillo (Rieti) |

|                        |    |                       |
| Maione Maggio Bernardo | mt | Eschylle (2) Spinelli |
| Maggio                 | tr |                       |

## Finale
| Arbitro: | A. Santocono (Ragusa) |

| |              | |
| Rochas 5’ Cecati 22’, 58’ Moioli 51’ | mt           | 44’ Cenni 76’ Eschylle |
| | tr           | 44’, 76’ Spagnoli |
| | c.p.         | 31’ Spagnoli |
| · 65’ Drissi · Cecati · Rochas · A. Tombolato · 47’ Iurisci · Romano · I. Tombolato · 69’ Arruzza · Salvati · Reyneri · 30’ 54’ Rech · 59’ Marcuzzo · 43’ Mugnaini · Turillo · Stoppa | Formazioni   | · Donigaglia 72’ · Montani · E. Franchi · Bargagna 61’ · Della Regina 72’ · M. Franchi · Garbugli 76’ · Spinelli 74’ · Nicoletti 68’ · Bitossi · Difesca 76’ · Carrabba 33’ · Spagnoli · Garuglieri |
| · 43’ Moioli · 47’ Quinzi · 54’ Lorenzo · 59’ Tota · 65’ Ristorto · 69’ B. Tombolato                                                                                                  | Sostituzioni | · Cenni 33’ · Gentili 72’ · Peduto 61’ · Novelli 68’ · Eschylle 72’ · Longaron 74’ · Bertozzi 76’ · Freda 76’                                                                                       |
| Manuel Musso | Allenatori   | Cristiano Mansani |

## Verdetti
- Volvera: campione d'Italia di serie A e promossa in Serie A Élite 2024-25